# Алиева, Джаврият Магомедовна
Джаврият Магомедовна Алиева (7 апреля 2004, Махачкала, Дагестан, Россия) — российская тхэквондистка. Призёр чемпионата России.

## Биография
Родилась в Махачкале. В октябре 2019 года стала победителем первенства Европы в Испании. 28 декабря 2020 года ей было присвоено звание мастер спорта России. В конце июля 2021 года в Ханты-Мансийске стала победителем первенства России среди спортсменов 15-17 лет. В середине июля 2024 года в Уфе стала серебряным призёром Всероссийской летней Универсиады. В начале марта 2025 года в Черкесске выиграла Кубок президента Союза тхэквондо России. 19 апреля 2025 стала бронзовым призёром чемпионата России в Каспийске

## Достижения
- Первенство Европы по тхэквондо 2019 — ;
- Чемпионат России по тхэквондо 2025 — ;